# Ha Jung-won
Ha Jung-won ((하정원?); 20 aprile 1942) è un ex calciatore nordcoreano, di ruolo difensore.

## Carriera
Rappresentò la sua nazione ai mondiali di Inghilterra del 1966. Giocò anche per l'August 8 Club.